# مکمل‌های غذایی طبیعی
مکمل‌های غذایی طبیعی طیف وسیعی از فراورده‌های مختلف را در بر می‌گیرند. به‌طور کلی، این مکملها یا به شکل ترکیبی از مواد غذایی یا فراورده‌های جانبی آن‌ها می‌باشند و از فواید بسیاری برخوردارند. مکملهای غذایی طبیعی سرشار از مواد مغذی خاص و نیز حاوی اجزای سازنده فعالی هستند که به فرایندهای گوارشی یا متابولیکی کمک کرده، یا ترکیبی از مواد غذایی و اجزای سازنده فعال را تأمین می‌کنند. با وجود این، باید در هنگام مصرف آن‌ها نسبت به مزایا و معایب آن‌ها آگاهی کاملی داشت. مکملهای غذایی طبیعی نظیر سیر، گیاه صبر زرد (آلوئه ورا)، گیاهان برگی، روغن ماهی و سبوس می‌باشد و قرن‌هاست که در بسیاری از نقاط دنیا مورد استفاده قرار گرفته‌اند.

## انواع
مکملهای غذایی به هر شکل و نوعی عرضه می‌شوند. این مواد به صورت انواع قرص، کپسول، پودر، مایعات، ژله، خامه، بیسکویت، ویفر، گرانول و اشکال دیگر وجود دارند. بسته‌بندی محصول به ماهیت ترکیب مکمل غذایی بستگی کامل دارد. تأثیر درمانی این مواد با یکدیگر فرق دارد. چون این محصولات از مواد غذایی فاسد شدنی، مشتقات غذایی یا فراورده‌های جانبی غذایی تهیه شده‌اند به همین دلیل مدت نگهداری و دمای محیط بر روی کیفیت آن‌ها تأثیر می‌گذارد.

## یونجه
یونجه یکی از مواد غذایی شناخته شده‌ای است که سرشار از مواد معدنی می‌باشد. این گیاه ریشه‌هایی دارد که تقریباً به طول ۴ متر در داخل زمین گسترش می‌یابند. یونجه به صورت شیره مایع موجود می‌باشد و به دلیل میزان کلروفیل و مواد مغذّی آن، بهتر است که در حالت ناشتا از آن استفاده کرد. یونجه حاوی کلسیم، منیزیم، فسفر، پتاسیم و تمام ویتامینهای شناخته شده می‌باشد. مواد معدنی به شکل متعادلی در آن وجود دارد، و به عمل جذب کمک می‌کند. این مواد معدنی قلیایی هستند، اما بر روی روده‌ها اثر خنثی‌کننده دارند. به عنوان یک مکمل معدنی، یونجه انتخاب مناسبی است. این ماده برای درمان بسیاری از بیماران مبتلا به آرتریت مؤثر بوده‌است. محققان به این نتیجه رسیده‌اند که یونجه، مَرغ خزنده (گندمی)، جو، جلبک دریایی اسپیرولینا- که دارای کلروفیل می‌باشند- به بهبودی زخمهای روده‌ای، گاستریت (ورم معده)، اختلالهای کبد، اگزما، بواسیر، آسم، افزایش فشار خون، کم خونی، یبوست، بوی بدن و دهان، خونریزی لثه‌ها، بیماریهای عفونی، سوختگیها، عفونت قارچی انگشتان پا و سرطان کمک می‌کند.

## آلوئه ورا (صبر زرد)
این گیاه به دلیل اثر شفادهنده و کاربرد آن در محصولات آرایشی و مو معروف می‌باشد. بیش از ۲۰۰ نوع گیاه صبر زرد گوناگون وجود دارد که در نواحی خشک سراسر دنیا می‌رویند. گیاه صبر زرد اغلب به عنوان التیام دهنده پوست، ماده مرطوب‌کننده و نرم‌کننده شناخته می‌شود. این گیاه به طوری چشمگیر در درمان انواع سوختگیها مؤثر است، و نیز برای درمان بریدگیها، نیش حشرات، خون مردگی‌ها، آکنه، اثر زخم و جراحات، پیچک سمی، جای ضربه، زخمهای پوستی و اگزما مناسب می‌باشد. محققان به این نتیجه رسیده‌اند که مصرف خوراکی گیاه صبر زرد با درجه خلوص ۹۸ یا ۹۹٪، به بهبودی اختلالهای معده، زخمها، یبوست، بواسیر، احساس خارش در مقعد، کولیت و انواع ناراحتیهای مربوط به روده کمک می‌کند. این ماده از بروز بیماری‌های عفونی، واریس، سرطان پوست و آرتریت جلوگیری می‌کند و در درمان ایدز مورد استفاده قرار می‌گیرد. محققان با استفاده از مواد پاک‌کننده روده، شامل سبوس سیلیوم به همراه عصاره صبر زرد، به نتایج فوق‌العاده‌ای دست یافته‌اند، این ترکیب برای بیماران مبتلا به حساسیت غذایی و اختلال روده بزرگ مفید می‌باشد. سیلیوم انحناها و حفره‌های درون روده بزرگ را از هر گونه ماده سمی محافظت می‌کند. گیاه صبر زرد (آلوئه ورا) نه تنها تأثیری التیام بخش دارد، بلکه در صورت ابتلا به یبوست یا اسهال، این ماده مدفوع را به حالت طبیعی برمی‌گرداند. چند هفته طول می‌کشد تا گیاه صبر زرد روده بزرگ را پاک کند، اما استفاده مرتب و متناوب از این گیاه روده بزرگ را تمیز نگه می‌دارد. همان‌طور که در مورد هر ماده دیگری نیز پیش می‌آید، ممکن است فرد نتواند عصاره صبر زرد یا سبوس سیلیوم را تحمل نماید. در این صورت، نباید به‌طور مداوم این روش درمانی را به کار ببرد.

## علف جو
علف جو دارای مقدار زیادی کلسیم، آهن، تمام اسیدهای آمینه ضروری، کلروفیل، فلاوونوئیدها، ویتامین B12، ویتامین C و بسیاری از مواد معدنی و آنزیمهاست. این ماده غذایی اختلالهای معده، دوازدهه، روده بزرگ و نیز بیماری پانکراتیت را التیام می‌بخشد و ماده ضد التهابی مؤثری است.

## فراورده‌های جانبی زنبور عسل

### عسل
زنبورها با مخلوط کردن شهد، که ماده‌ای شیرین است و به وسیله گلها ترشح می‌شود، با آنزیمهای خود عسل درست می‌کنند. عسل حاوی ۳۵٪ پروتئین و نیمی از تمام اسیدهای آمینه و منبعی کاملاً فشرده از مواد غذایی ضروری گوناگون از جمله مقدار زیادی از کربوهیدرات‌ها (قندها)، بعضی از عناصر معدنی، ویتامینهای گروه B و ویتامینهای D,C و E می‌باشد. از عسل برای تأمین انرژی و درمان استفاده می‌کنند. علاوه بر این، عسل ماده ضدعفونی‌کننده طبیعی و مرهمی مناسب برای سوختگیها و زخمها به‌شمار می‌رود. برای شیرین کردن سایر مواد غذایی و نوشابه‌ها نیز از آن استفاده می‌کنند. رنگ و طعم عسلها تا حدودی با هم فرق دارد و به محل گل و شهد آن مربوط می‌شود؛ اما به‌طور کلی، میزان شیرینی آن دو برابر قند است؛ بنابراین، برای شیرین کردن مواد به مقدار کمی عسل نیاز است. اشخاصی که به دیابت یا هیپوگلیسمی مبتلا می‌باشند، باید در هنگام مصرف عسل و فراورده‌های جانبی آن دقت کنند. این مواد نیز همانند قند تصفیه شده، بر روی میزان قند خون تأثیر می‌گذارند. عسل درخت ژیپا، نسبت به سایر عسلها دارای فروکتوز بیشتری است و به کندی جذب می‌شود. به همین دلیل، اشخاص مبتلا به هیپوگلیسمی می‌توانند این عسل را به مقدار کم مصرف کنند بدون این که اثرات نامطلوبی را به همراه داشته باشد. تا جایی که ممکن است از عسل صاف نشده، حرارت نخورده و فرایند نشده‌استفاده کرد. از دادن عسل به اطفال زیر یک سال جداً خودداری نمایید. عسل طبیعی حاوی هاگ باکتریهایی است که باعث بروز بیماری بوتولیسم می‌شوند. این هاگ باکتریها برای بزرگسالان و نوجوانان هیچ مشکلی به وجود نمی‌آورد؛ اما می‌تواند وارد دستگاه گوارش اطفال شود و در آن جا این هاگ باکتریها سمِ مهلکِ بوتولین را تولید کند. مصرف عسل برای کودکان بالای یک سال بی‌خطر است.

### عسل سلطنتی (شاه انگبین)
عسل سلطنتی ماده‌ای غلیظ و شیری رنگ است که از غدد حلقی گروه خاصی از زنبورهای جوان پرستار، بین ششمین و دوازدهمین روز زندگی آن‌ها گرفته می‌شود. هنگامی که عسل و گرده گل در درون بدن زنبور پرستار جوان ترکیب و تصفیه می‌شوند، عسل سلطنتی به‌طور طبیعی به وجود می‌آید. این ماده دارای تمام ویتامینهای گروه B، از جمله غلظت بالایی از اسید پانتوتنیک (ویتامین B5) و ویتامین B6 (پریدوکسین) و تنها منبع طبیعی استیل کولین خالص می‌باشد. این شهد همچنین حاوی عناصر معدنی، آنزیمها، هورمونها، هجده اسید آمینه، مواد آنتی‌بیوتیک و ضد باکتری و ویتامینهای A, C، D و E می‌باشد. این ماده برای درمان آسم برونشی، بیماری کبد، پانکراتیت یا التهاب لوزالمعده، بی‌خوابی، زخمهای معده، ناراحتی کلیه، شکستگیهای استخوانی و ناراحتیهای پوستی مفید است و دستگاه دفاعی بدن را تقویت می‌کند. برای حفظ تأثیر این فراورده، باید آن را با عسل ترکیب کرد. عسل سلطنتی زود فاسد می‌شود و باید این شهد را در یخچال نگهداری نمود و در هنگام خرید، از محکم بودن درِ آن اطمینان حاصل کرد.

### گرده زنبور عسل
گرده زنبور عسل ماده‌ای پودر مانند است که به وسیله کیسه گرده (بساک) گیاهان گلدار تولید شده و زنبورها، آن را جمع‌آوری می‌کنند. این ماده از ۱۰ تا ۱۵٪ پروتئین تشکیل شده‌است و نیز حاوی ویتامینهای ب- کمپلکس، ویتامین C، اسیدهای آمینه، اسیدهای چرب ضروری، آنزیمها، کاروتِن، کلسیم، مس، آهن، منیزیم، پتاسیم، منگنز، سدیم، استرولهای گیاهی و قندهای ساده می‌باشد. گرده زنبور عسل همانند فراورده‌های دیگر آن، اثر ضد میکروبی دارد. از این گذشته، این ماده برای مبارزه با خستگی، افسردگی، سرطان و اختلالهای روده‌ای مفید می‌باشد. گرده زنبور عسل برای افرادی که حساسیت دارند سودمند است، زیرا این ماده دستگاه دفاعی بدن را تقویت می‌کند.
بهتر است گرده زنبور عسل را از یک منبع محلی تهیه کرد، زیرا خواص ضد آلرژی زایی آن را افزایش می‌دهد. گرده زنبور تازه نباید به هم چسبیده یا دسته دسته باشد و باید در ظروف دربسته به فروش برسد. ممکن است بعضی از افراد (تقریباً ۰۵/۰ درصد جمعیت) به گرده زنبور عسل حساسیت داشته باشند. بهتر است در ابتدا مقدار کمی از این ماده را امتحان کرده و به ظاهر شدن دانه‌های پوستی، صدای خِس خِس، احساس درد و ناراحتی، یا هر نوع واکنش دیگری توجه نمود. در صورت بروز چنین علایمی، باید از مصرف گرده زنبور عسل خودداری کرد.

### بره موم (پروپولیس)
بره موم، ماده رزینی چسبناکی است که زنبورهای عسل آن را از گیاهان گوناگونی به دست می‌آورند. زنبورهای عسل برای ساختن کندو از پروپولیس و موم استفاده می‌کنند. پروپولیس به عنوان یک مکمل، وسیله کمکی فوق‌العاده‌ای برای پیشگیری از عفونتهای باکتریایی می‌باشد. محققان معتقدند که پروپولیس باعث تحریک فاگوسیتوز (بیگانه خواری) می‌شود فاگوسیتوز یا بیگانه‌خواری روشی است که گلبولهای سفید خون با کمک آن باکتریها را نابود می‌کنند. پروپولیس ماده سودمندی است و به دلیل برخورداری از خواص ضد باکتریایی، از آن به عنوان مرهم برای درمان خراشیدگیها و کوفتگیها استفاده می‌کنند. محققان در مورد استفاده از پروپولیس برای جلوگیری از التهاب غشاهای مخاطی دهان و گلو، سرفه‌های خشک، خشکی گلو، بوی بد دهان، التهاب لوزه، زخمها و آکنه و تحریک دستگاه دفاعی بدن به نتایج مطلوبی رسیده‌اند. قبل از مصرف هر یک از فراورده‌های زنبور عسل باید از تازه بودن بو و طعم آن مطمئن شد. تمام فراورده‌های زنبور عسل را باید در ظروف دربسته نگهداری کرد. بهتر است این محصولات را از فردی که در تولید فراورده‌های زنبور عسل تخصص دارد، خریداری کرد. چنانچه فرد با وجود حساسیت به فراورده‌های زنبور عسل، از آن‌ها استفاده می‌کند؛ بهتر است محصولاتی را انتخاب کند که در شعاع ده مایلی محل زندگی‌اش تولید می‌شوند. با این روش مقدار کمی از این گرده را دریافت نموده و حساسیت وی نسبت به گرده محلی در این منطقه کاهش می‌یابد.

## غضروف گاو
غضروف گاو به صورت پاک کرده، خشک و پودر شده، مکملی است که به بهبود سریع زخمها کمک می‌کند و میزان التهاب را کاهش می‌دهد. ثابت شده‌است که غضروف گاو نیز همانند غضروف کوسه ماهی برای درمان داء الصدف، آرتریت روماتوئید، التهاب روده و زخم روده مفید می‌باشد.

## کلرلا
کلورلا جلبک ریز و تک سلولی است که در آب می‌روید و دارای یک هسته اصلی و مقدار زیادی کلروفیل می‌باشد. علاوه بر این، کلورلا حاوی پروتئین (در حدود ۵۸٪)، کربوهیدرات‌ها، انواع ویتامین B، ویتامین C و E، اسیدهای آمینه و عناصر معدنی کم نیاز کمیاب می‌باشد. در حقیقت، این گیاه تقریباً غذای کاملی است. میزان ویتامین B12 موجود در این جلبک بیشتر از مقدار این ویتامین در کبد است. این جلبک مقدار قابل توجهی بتا- کاروتن دارد. با وجود این، کلورلا دارای دیواره سلولی محکمی است، که دستیابی به مواد مغذّی آن را دشوار می‌سازد. در نتیجه، برای مؤثر بودن گیاه، باید آن را در کارخانه به عمل آورد. کلورلا یکی از گونه‌های کمیاب جلبکهای خوراکی است که در آب می‌رویند. کلروفیل موجود در کلورلا سرعت تمیز کردن جریان خون را افزایش می‌دهد. محققان متوجه شده‌اند که این جلبک در مقابل تأثیرات اشعه ماوراء بنفش از بدن محافظت می‌کند. مطالعات نشان می‌دهد که کلورلا سرشار از پروتئین است و به خصوص برای افرادی که نمی‌توانند گوشت مصرف کنند یا کسانی که ترجیح می‌دهند گوشت نخورند، مناسب است.

## گارسینیا کامبوجیا
شیره گیاهی که از میوه گیاه گارسینیا کامبوجیا- که به توت هندی نیز معروف است- به دست می‌آید، از سنتز اسیدهای چرب در کبد جلوگیری کرده، به سوختن چربی بدن کمک می‌کند و باعث بی‌اشتهایی می‌شود. ارزش اصلی این گیاه در درمان چاقی می‌باشد؛ هر چند برای پیشگیری یا کند کردن اختلال تصلب شرائین و بیماری قلبی نیز سودمند است. این ماده بر روی دستگاه عصبی تأثیری ندارد و باعث بروز هیچ نوع عوارض جانبی شناخته شده‌ای نمی‌شود. سیترین، جزء سازنده تعدادی از محصولات گوناگون می‌باشد که به وسیله تولیدکنندگان به فروش می‌رسد.

## جوانه ذرت
جوانه ذرت طی فرایندی با جداسازی گیاهک (رویان یا جنین) ذرت که حاوی بیشترین ترکیبات مغذی قابل استفاده می‌باشد، به دست می‌آید. مدت نگه‌داری مفید جوانه ذرت، طولانی‌تر از جوانه گندم می‌باشد و میزان برخی از مواد مغذی، به خصوص روی، در جوانه ذرت بیشتر است. مقدار روی موجود در جوانه ذرت ۱۰ برابر این ماده در جوانه گندم است. می‌توان مرغ یا ماهی را با پودر جوانه ذرت آغشته نموده، سپس آن‌ها را سرخ کرد. افزودن جوانه ذرت به غلات و استفاده از آن برای تزیین غذا نیز مطلوب می‌باشد.

## جگر خشک
جگر خشک، جگر آبگیری شده و فشرده‌است که به شکل پودر یا قرص عرضه می‌شود. این نوع جگر حاوی ویتامینهای D, A و C؛ ویتامینهای گروه B؛ و عناصر معدنی نظیر کلسیم، مس، فسفر و آهن می‌باشد. جگر خشک، برای درمان کم خونی مفید است و به ساختن گلبولهای قرمز کمک می‌کند. محققان به این نکته پی برده‌اند که جگر خشک انرژی را افزایش می‌دهد، اختلالهای کبد را برطرف می‌کند و برای کاهش فشارهای روحی مفید است. اما باید از فراورده‌هایی استفاده نمود که از جگر گاوی که به‌طور طبیعی پرورش یافته‌است، تهیه شده باشد.

## دی متیل سولفوکسید (DMSO)
دی متیل سولفوکسید (DMSO) فراورده جانبی فرایند چوب می‌باشد که در کاغذسازی به کار می‌رود. این محصول مایع نسبتاً چربی است که شبیه روغن معدنی می‌باشد و کمی بوی سیر می‌دهد. چون این ماده حلال فوق‌العاده‌ای است، به همین دلیل آن را به عنوان پاک‌کننده روغن (گریس)، رقیق‌کننده رنگ و ضدیخ به کار می‌برند. در عین حال، این محصول از خواص درمانی قابل توجهی، به خصوص در التیام زخمها- برخوردار است. استعمال دی متیل سولفوکسید بر روی مچ پایی که پیچ خورده‌است، کشیدگی عضلات، مفصلهای دررفته و حتی در محل شکستگیهای ساده، درد را نسبتاً کاهش می‌دهد. این ماده به فعالیت دستگاه دفاعی بدن نیز کمک می‌کند. دی متیل سولفوکسید از طریق پوست جذب می‌گردد و طی فرایند اُسمز و از راه جدارهای مویین وارد جریان خون می‌شود؛ سپس در سرتاسر دستگاه گردش خون پخش می‌شود و سرانجام از طریق ادرار دفع می‌گردد. از این ماده برای درمان صدمات مغزی و نخاعی، آرتریت، سندروم داون، درد سیاتیک، کلوئیدها (گوشتهای اضافه‌ای که در محل بهبود زخم پدید می‌آیند)، آکنه، سوختگیها، مشکلات مربوط به اسکلت و عضلات، آسیبهای ورزشی، سرطان، سینوزیت، انواع سردرد، زخمهای پوستی، تبخال و آب مروارید استفاده کرده‌اند که نتیجه‌ای موفقیت‌آمیز داشته‌است.

## اسیدهای چرب ضروری (EFAs)
اسیدهای چربی که برای سلامتی ضروری می‌باشند و نمی‌توانند به وسیله بدن ساخته شوند، اسیدهای چرب ضروری نامیده می‌شوند. گاهی اوقات به آن‌ها ویتامین F یا روغنهای غیر اشباع نیز می‌گویند. اسیدهای چرب ضروری باید از طریق رژیم غذایی تأمین شوند. اسیدهای چرب ضروری تأثیرات مفیدی بر روی بسیاری از بیماری‌ها دارند. این اسیدها پوست و مو را سالم نگه می‌دارند، فشار خون را کاهش می‌دهند، در پیشگیری از آرتریت مفیدند، میزان کلسترول و تری گلیسیرید را پایین می‌آورند و احتمال خطر لخته شدن خون را کاهش می‌دهند. این اسیدها برای درمان بیماری عفونتِ قارچی، بیماری قلبی- عروقی، اگزما و داء الصدف سودمند هستند. وجود اسیدهای چرب ضروری با غلظت بالا در مغز، به انتقال ضربه‌های عصبی کمک می‌کند و برای رشد و عملکرد طبیعی مغز ضروری می‌باشد. کمبود اسیدهای چرب ضروری، باعث تضعیف توانایی یادگیری و یادآوری اطلاعات می‌شود.
روش‌های تقسیم‌بندی مختلفی برای طبقه‌بندی اسیدهای چرب وجود دارد، بر طبق یکی از این روش‌ها اسیدهای چرب ضروری دارای دو گروه اصلی به نام‌های اُمگا- ۳ و اُمگا- ۶ می‌باشند. اسیدهای چرب ضروری اُمگا- ۶، که شامل اسید لینولئیک و اسید گاما- لینولنیک می‌باشند، بیشتر در مغزهای خام، دانه‌ها، حبوبات و روغنهای نباتی اشباع نشده، نظیر روغن گل گاوزبان، روغن دانه انگور، روغن گل پامچال، روغن کنجد و روغن سویا، یافت می‌شود. اسیدهای چرب ضروری اُمگا- ۳، از جمله اسید آلفا- لینولنیک و اسید ایکوزاپنتائیک (EPA)، در ماهی تازه آب‌های عمیق، روغن ماهی و روغنهای نباتی مخصوص، از جمله روغن دانه شلغم روغنی، روغن تخم بزرک، روغن گردو وجود دارد. برای تهیه اسیدهای چرب ضروری، باید این روغنها به شکل مایع یا مکمل خالص مصرف شوند و نباید در هنگام فرآوری یا پختن، آن‌ها را حرارت داد. حرارت، اسیدهای چرب ضروری را از بین می‌برد و از آن بدتر، باعث به وجود آمدن رادیکالهای آزاد خطرناک می‌شود. اگر روغنها هیدروژنه شوند، در این صورت اسید لینولئیک به اسیدهای چرب اشباع شده از نوع ترانس تبدیل می‌گردد، که برای بدن بی‌فایده است.
مصرف مقداری معادل ۱۰ تا ۲۰ درصد کل کالری که در روز دریافت می‌کنیم، نیاز روزانه ما را به اسیدهای چرب ضروری برطرف می‌کند. اسید لینولئیک مهم‌ترین اسید چرب ضروری است.
تعدادی از منابع اسیدهای چرب ضروری در این مقاله معرفی شده‌است که شامل انواع روغن ماهی، تخم کتان، روغن تخم کتان، روغن دانه انگور و روغن گل پامچال می‌باشد.

### روغن ماهی
روغن ماهی منبع مناسبی از اسیدهای چرب ضروری اُمگا- ۳ می‌باشد. ماهی آزاد، ماکرو (خال مخالی)، منهادن، شاه ماهی و انواع ساردین، منابع مطلوبی از روغن ماهی هستند، زیرا میزان چربی آن‌ها بیشتر است و تولید اسیدهای چرب اُمگا- ۳ در آن‌ها بیش از ماهیهای دیگر می‌باشد. به عنوان مثال، ۱۰۰ گرم ماهی آزاد دارای ۳۶۰۰ میلی‌گرم اسید چرب اُمگا- ۳ است؛ در حالی که ۱۰۰ گرم ماهی روغن تنها حاوی ۳۰۰ میلی‌گرم اسید است.
اشخاص مبتلا به دیابت باید از مصرف مکملهای روغن ماهی خودداری کنند، زیرا این مواد سرشار از چربی هستند. اما چون ماهی حاوی اسیدهای چرب ضروری می‌باشد باید آن را به رژیم غذایی خود بیفزایند.

### تخم کتان و روغن تخم کتان
تخمهای کتان سرشار از اسیدهای چرب ضروری اُمگا- ۳، منیزیم، پتاسیم و سلولز، می‌باشند. آن‌ها همچنین منبع مناسبی از ویتامینهای B، پروتئین و روی هستند. میزان چربیهای اشباع شده و کالری آن‌ها کم است و فاقد کلسترول می‌باشند. طعم گردو مانند پودر تخم کتان خوشایند است، شما می‌توانید این دانه‌های ریز را آسیاب کنید و پودر به دست آمده را به سالاد، سوپ، ماست، غلات، مواد غذایی پخته و آب میوه تازه بیفزایید.
اگر تمایلی به مصرف تخم کتان ندارید، می‌توانید از روغن آن استفاده کنید. روغن تخم کتان جامد نیز همانند تخمهایی که این روغن را از آن گرفته‌اند، از نظر میزان اسیدهای چرب ضروری غنی می‌باشد. مطالعات گوناگون نشان داده‌است که مصرف این روغن؛ درد، التهاب و ورم ناشی از بیماری آرتریت را کم می‌کند و میزان کلسترول خون و تری گلیسیرید را پایین آورده، اثرات سخت شدن کلسترول بر روی غشاهای سلولی را کاهش می‌دهد.

### روغن دانه انگور
روغن دانه انگور در میان بسیاری از منابع طبیعی حاوی اسیدهای چرب ضروری، از نظر میزان اسید لینولئیک در بالاترین حد و از لحاظ میزان چربیهای اشباع شده دارای پایین‌ترین مقدار می‌باشد. این روغن فاقد اسید چرب اشباع شده از نوع ترانس، کلسترول و سدیم است. روغن دانه انگور تا حدودی طعم گردو می‌دهد و به عنوان چاشنی در بسیاری از غذاها از آن استفاده می‌کنند. برخلاف بیشتر روغنها، می‌توان این روغن را تا دمای ۴۸۵ درجه فارنهایت حرارت داد، بدون این که رادیکالهای آزاد خطرناک و احتمالاً سرطان‌زا را به وجود بیایند. با توجه به این خصوصیات، استفاده از این روغن در پخت‌وپز مناسب است. باید روغن دانه انگوری را خریداری نمود که دارای هیچ نوع مواد نگه دارنده‌ای نباشد.

### روغن گل پامچال
روغن گل پامچال، که از نظر خواص نظیر روغن گل مغربی است، در بین سایر مواد غذایی موجود حاوی بالاترین میزان اسید گاما- لینولنیک (GLA) می‌باشد. این اسید چرب در پیشگیری از سخت شدن سرخرگها، بیماری قلبی، تنش پیش از قاعدگی، گرفتگی عروقِ چندگانه و افزایش فشار خون مفید می‌باشد؛ درد و التهاب را تسکین می‌دهد؛ ترشح هورمونهای جنسی، از جمله هورمون استروژن و تستوسترون، را افزایش می‌دهد؛ به پایین آوردن میزان کلسترول کمک می‌کند و برای بیماری سیروز کبد سودمند می‌باشد.
مصرف مکملهای روغن گل پامچال در زنان، علایم ناخوشایند مربوط به یائسگی، نظیر احساس گُر گرفتگی، را تسکین می‌دهد. چون روغن گل پامچال در تولید هورمون استروژن نقش دارد، به همین دلیل زنان مبتلا به سرطان سینه- که به هورمون استروژن مربوط می‌شود- باید از مصرف آن خودداری کرده، یا مقدار آن را محدود کنند. روغن دانه انگور فرنگی سیاه جانشین مناسبی برای این روغن به‌شمار می‌رود.

### روغن گل مغربی
به موضوع روغن گل پامچال که در همین بخش مراجعه شود.

## فیبر
فیبر در بسیاری از مواد غذایی یافت می‌شود و باعث کاهش میزان کلسترول خون شده، میزان قند خون را ثابت نگه می‌دارد. این ماده از سرطان روده بزرگ، یبوست، بواسیر، چاقی و بسیاری از بیماری‌های دیگر جلوگیری می‌کند. فیبر همچنین، برای از بین بردن فلزات سمّی خاص از بدن، مناسب است.
فیبرها به هفت گروه اصلی تقسیم می‌شوند، که عبارتند از:
سبوس، سلولز، صمغ، همی سلولز، لیگنین، موسیلاژها (لعاب گیاهی) و پکتین.
هر کدام از این مواد نقش خاص خود را دارند. بهتر است که به نوبت از منابع فیبری تکمیلی مختلف استفاده کرد. نخست با مقدار کمی از آن شروع نموده و به تدریج مقدار آن را افزایش داد تا این که مدفوع غلظت مناسبی پیدا کند. از این گذشته، مصرف بیش از حد این مواد می‌تواند جذب روی، آهن و کلسیم را کاهش دهد. نباید فیبر تکمیلی را به همراه داروها یا مکملها مصرف کرد، زیرا کارایی و تأثیر آن‌ها را کاهش می‌دهد.
علاوه بر استفاده از مکمل فیبر، باید فیبر را از طریق رژیم غذایی نیز به دست آورد. رژیم غذایی باید حاوی مواد غذایی سرشار از فیبر باشد. این مواد عبارتند از:
غلات و آردهای سبوس دار، برنج قهوه‌ای، آگار آگار، انواع سبوس، اغلب میوه‌های تازه، آلو بخارا، مغزها، تخمها (به خصوص تخم گیاه کتان)، انواع لوبیا، عدس، نخود و سبزیهای خام تازه.
باید در روز چند نمونه از این مواد غذایی را مصرف کرد. در هنگام مصرف فراورده‌های طبیعی نظیر سیب، بهتر است که پوست آن‌ها گرفته نشود. برای سرخ کردن مرغ آن را به سبوس ذرت یا سبوس جو دو سر آغشته کرده، به غلات و نانها سبوس بیشتری افزود. ذرت بو داده بدون نمک و کره نیز به خاطر داشتن فیبر اضافی، عالی است.

### سبوس، صمغ‌ها و موسیلاژها
سبوس، صمغها و موسیلاژها به تنظیم میزان گلوکز خون کمک می‌کنند، میزان کلسترول را پایین می‌آورند و سموم بدن را برطرف می‌سازند. این مواد در بلغور جو، سبوس جو دو سر، تخم کنجد و انواع لوبیای خشک یافت می‌شود. بهتر است یکی از مواد زیر در برنامة غذایی روزانه گنجانده شود:
- تخم رازیانه. رازیانه گیاهی دارویی است که برای گوارش مفید می‌باشد. دانه‌های این گیاه روده‌ها را از مواد مخاطی پاک می‌کند و نفخ را تسکین می‌دهد.
- گلوکومانان. این ماده که از غده گیاه آمورفوفالیس گرفته شده، چربیها را از دیواره روده بزرگ پاک می‌کند و از بین می‌برد. این ماده برای درمان دیابت (مرض قند) و چاقی سودمند است، زیرا باعث از بین رفتن چربیها می‌شود. محققان این ماده را برای عادی شدن میزان قند خون و درمان افراد مبتلا به هیپوگلیسمی مناسب می‌دانند. گلوکومانون ۶۰ برابر وزن خودش افزایش می‌یابد و از این راه به کم کردن اشتها کمک می‌کند. مصرف ۲ تا ۳ کپسول به همراه یک لیوان بزرگ آب نیم ساعت قبل از هر وعده غذا، برای کاهش واکنش‌های آلرژی زا و برخی از علایم مربوط به افزایش یا کاهش اختلالهای قند خون سودمند می‌باشد. هنگامی که گلوکومانون به صورت کپسول یا قرص مصرف شود، حتماً به همراه آن یک لیوان کامل آب نوشیده شود، زیرا ممکن است کپسول در گلو، گیر کند و در آن جا منبسط شده، مشکلات تنفسی را به وجود آورد. گلوکومانون بی‌مزه و بدون بو می‌باشد و برای طبیعی شدن میزان قند خون، می‌توان آن را به مواد غذایی دیگر افزود.
- صمغ گوار. صمغ گوار را از دانه‌های گیاه گوار می‌گیرند و برای درمان دیابت و کم کردن اشتها مفید می‌باشد. این ماده همچنین می‌تواند میزان کلسترول، تری گلیسیریدها و لیپوپروتئینهای کم چگالی خون را کاهش دهد و مواد سمی را جمع‌آوری کند و به خارج از بدن انتقال دهد. قرصهای صمغ گوار را باید کاملاً جوید یا بتدریج مکید. نباید آن‌ها را سالم قورت داد؛ بلکه باید آن‌ها را با مقدار زیادی آب مصرف کرد، زیرا هنگامی که صمغ گوار با بزاق دهان مخلوط شود در گلو گلوله شده و گیر می‌کند. اشخاصی که مشکل بلع دارند یا عمل جراحی معده و روده داشته‌اند، نباید از این ماده استفاده کنند. برخی از افرادی که به اختلالهای روده بزرگ مبتلا می‌باشند، در هنگام استفاده از صمغ گوار با مشکلاتی مواجه می‌شوند.
- سبوس جو دو سر و سبوس برنج. سبوس، لایه خرد شده دانه غلاتی است که با الک کردن از آرد یا بلغور جدا شده‌است. این ماده میزان کلسترول را پایین می‌آورد.
- دانه سیلیوم. سیلیوم غله‌ای است که در هندوستان می‌روید و آن را به خاطر مقدار فیبرش به کار می‌برند. این گیاه که ماده‌ای مناسب برای تمیز کردن روده و نرم‌کننده مدفوع می‌باشد، یکی از معروفترین فیبرهاست. هنگامی که سیلیوم با مایعات مخلوط شود به سرعت غلیظ می‌گردد و باید آن را بلافاصله مصرف کرد. با وجود این، فراورده‌هایی را که کمتر فرآوری شده‌اند و کاملاً طبیعی می‌باشند، ترجیح دارند.[۷۹][۸۰][۸۱][۸۲][۸۳][۸۴][۸۵][۸۶][۸۷]

### سلولز
سلولز، کربوهیدرات دیرهضمی است که در لایه خارجی سبزیها و میوه‌ها وجود دارد. این ماده برای درمان بواسیر، واریس، کولیت (التهاب روده)، یبوست و از بین بردن مواد سرطان‌زا از جدار روده بزرگ مفید می‌باشد. سلولز در انواع سیبها، چغندر، انواع مغزها، بروکلی، هویج، لوبیا سبز، کرفس، باقلای سبز، گلابی، نخود و غلات کامل یافت می‌شود.

### همی سلولز
همی سلولز، کربوهیدرات پیچیده غیرقابل هضمی است که آب را جذب می‌کند. این ماده برای کاهش وزن، درمان یبوست، جلوگیری از سرطان روده بزرگ و کنترل مواد سرطان‌زا در روده‌ها مفید می‌باشد. همی سلولز در انواع سیب، موز، لوبیا، چغندر، کلم، ذرت، سبزیهای برگی سبز، گلابی، فلفل و غلات سبوس دار یافت می‌شود.

### لیگنین
لیگنین برای پایین آوردن میزان کلسترول مناسب است. قبل از شکل‌گیری سنگهای صفرا، لیگنین از طریق ترکیب با اسیدهای صفرا و برطرف کردن کلسترول، از تشکیل آن‌ها جلوگیری می‌کند. این ماده برای افراد مبتلا به دیابت یا سرطان روده بزرگ مفید می‌باشد. لیگنین در مغزها، انواع هویج، لوبیای سبز، هلو، نخود، سیب زمینی، توت فرنگی، گوجه فرنگی و غلات کامل وجود دارد.

### پکتین
چون پس از مصرف هر وعده غذا، پکتین جذب آن را کند می‌کند؛ به همین دلیل برای افراد مبتلا به دیابت مفید می‌باشد. این ماده فلزات و سموم اضافی را از بین می‌برد، عوارض جانبی پرتودرمانی را کاهش می‌دهد، میزان کلسترول را پایین می‌آورد و خطر ابتلا به بیماری قلبی و سنگ صفرا را کاهش می‌دهد. پکتین در سیب، موز، چغندر، کلم، هویج، مرکبات، نخود خشک و بامیه یافت می‌شود.

## سیر
سیر، یکی از با ارزش‌ترین مواد غذایی در روی زمین است. از زمانهای قدیم از این گیاه استفاده می‌کردند، و در نوشته‌های یهودیان، یونانیها، بابلیها، رومیان و مصریان باستان به آن اشاره شده‌است. ظاهراً، افرادی که اهرام ثلاثه مصر را ساخته‌اند، برای به دست آوردن استقامت و نیرو هر روز سیر می‌خوردند‍!
سیر به دلیل فعالیت یکی از اجزای سازنده خود، متیل آلیل تری سولفید که دیواره رگها را گشاد می‌کند، باعث کاهش فشار خون می‌شود. این گیاه با جلوگیری از تجمع پلاکت، خون را رقیق می‌کند که این عمل از خطر لخته شدن خون می‌کاهد و در پیشگیری از حملات قلبی مفید می‌باشد. علاوه بر این، سیر میزان کلسترول خون را پایین می‌آورد، به هضم غذا کمک می‌کند و برای درمان بسیاری از بیماری‌ها و ناخوشیها، از جمله سرطان، مفید است. این گیاه محرکی قوی برای دستگاه دفاعی بدن و آنتی‌بیوتیکی طبیعی می‌باشد. سیر را باید به‌طور روزانه مصرف کرد. می‌توان سیر را به صورت تازه یا به شکل تکمیلی مصرف کرده یا از روغن آن استفاده نمود.
سیر دارای مشتق اسید آمینه‌ای به نام آلی ئین می‌باشد. هنگامی که سیر خورده می‌شود، آنزیم آلی یناز- که آلی ئین را به آلی سین تبدیل می‌کند- آزاد می‌شود. آلی سین اثر آنتی‌بیوتیکی دارد. این ماده از تأثیر ضد باکتریایی استفاده می‌کند و به طوری که تخمین زده‌اند، اثر آن معادل ۱٪ تأثیر پنی سیلین می‌باشد. به دلیل خواص آنتی‌بیوتیکی سیر، در زمان جنگ جهانی اول از آن برای درمان زخمها و عفونتها و پیشگیری از بیماری قانقاریا استفاده می‌کردند.
استفاده از سیر برای پیشگیری از عفونتهای قارچی، از جمله عفونت قارچی انگشتان پا، عفونتِ قارچی سیستمیک و التهاب مخمری واژن نیز مؤثر می‌باشد. تحقیقات نشان می‌دهد که این گیاه ویروسهای خاصی که باعث بروز بیماری تب‌خال، عفونتهای هرپسی دستگاه تناسلی، نوعی سرماخوردگی ساده، آبله و نوعی آنفلوآنزا می‌شوند را نابود می‌کند.
روغن سیر برای قلب و روده بزرگ مفید است، و در درمان آرتریت، عفونتِ قارچی و اختلالهای گردش خون مؤثر می‌باشد. برای درست کردن روغن سیر، حبه‌های سیر را پوست کنده (زیرا ممکن است پوست سیر حاوی خاک و باکتری باشد و روغن را آلوده کند) و آن‌ها را به صورت کامل به یک لیتر روغن زیتون یا روغن دانه شلغم روغنی اضافه می‌کنند. این روغن را در جای خنک (یخچال) قرار می‌دهند. این مخلوط تا یک ماه قابل نگهداری است و پس از آن باید روغن تازه را جایگزین آن کرد. از روغن سیر می‌توان برای سرخ کردن، در سس سالاد و به روش‌های متعددی استفاده کرد. اگر فرد پس از خوردن سیر احساس کرد که بوی آن زیاد است، چند شاخه جعفری یا نعنا یا چند دانه زیره یا تخم رازیانه می‌تواند چاره کار باشد.

## ژِنکو (درخت معبد)
درخت زینتی ژِنکو هزاران سال قبل در چین به وجود آمد و اکنون در آب و هوای معتدل سراسر دنیا می‌روید. شیره برگهای بادبزنی شکل آن یکی از مشهورترین فراورده‌های گیاهی دنیاست. این گیاه جریان خون را بهبود می‌بخشد و عمل اکسیژن رسانی به قلب، مغز و سایر اعضای بدن را افزایش می‌دهد و برای تقویت حافظه و تسکین دردهای عضلانی مفید می‌باشد. علاوه بر این، همانند آنتی اُکسیدان عمل می‌کند، از اثرات ضد پیری برخوردار است، فشار خون را کاهش می‌دهد و از لخته شدن خون جلوگیری کرده، برای درمان صدای زنگ درون گوش، سرگیجه، از دست دادن شنوایی، ناتوانی جنسی (در مردان) و بیماری رینود سودمند است. مصرف این گیاه ممکن است در برخی افراد از پیشرفت زودرس بیماری آلزایمر جلوگیری می‌نماید.

## جین‌سِنگ
در سرتاسر خاور دور از جین‌سِنگ به عنوان داروی تقویت‌کننده و برای درمان ضعف و افزایش انرژی استفاده می‌کنند. چند گونه مختلف از جین‌سِنگ وجود دارد که عبارتند از: الوتروکوکوس سنتی کوسوس (جین‌سِنگ سیبری)، پاناکس کینکوفولیوم (جین‌سِنگ آمریکایی)، پاناکس جین‌سِنگ (جین‌سِنگ چینی یا کره‌ای) و پاناکس جاپونیکوم (جین‌سِنگ ژاپنی). از جین‌سنگ‌های پاناکس، بیش از انواع دیگر آن استفاده می‌شود.
نخستین بومیان آمریکا جین‌سِنگ را می‌شناختند، و آن را جی سنز می‌نامیدند و برای درمان اختلالهای معده و نایژه، آسم و درد گردن از آن استفاده می‌کردند. دانشمندان روسی ادعا می‌کنند که ریشه جین‌سِنگ فعالیت فیزیکی و ذهنی را تحریک می‌کند و عملکرد غده درون ریز را بهبود می‌بخشد و بر روی غدد جنسی تأثیر مثبت دارد. جین‌سِنگ برای درمان خستگی مفرط سودمند می‌باشد زیرا با افزایش مصرف اسیدهای چرب به عنوان منبع انرژی، دیگر به گلیکوژن (نوعی گلوکز که در کبد و سلولهای ماهیچه‌ای ذخیره می‌شود) نیازی ندارد. از این گیاه برای بهبود فعالیت‌های ورزشی، ایجاد نشاط و افزایش طول عمر و از بین بردن سموم و بازگرداندن بدن به حالت طبیعی استفاده می‌کنند.
به نظر می‌رسد که مصرف جین‌سِنگ به مقدار کم، باعث افزایش فشار خون می‌شود؛ در حالی که مصرف مقدار زیاد آن فشار خون را پایین می‌آورد. تحقیقات نشان می‌دهد که مصرف جین‌سِنگ با میزان بالا برای درمان بیماری‌های التهابی، نظیر آرتریت روماتوئید، مفید است و مانند استروئیدها دارای عوارض جانبی نمی‌باشد و در مقابل تأثیرات زیان بخش اشعه از بدن محافظت می‌کند. جین‌سِنگ برای افراد مبتلا به دیابت مفید است، زیرا این گیاه میزان هورمون کورتیزول موجود در خون را- که مانع فعالیت انسولین می‌شود- کاهش می‌دهد. با وجود این، افراد مبتلا به هیپوگلیسمی باید از زیاده روی در مصرف جین‌سِنگ خودداری کنند.
ریشه این گیاه به شکلهای گوناگونی به فروش می‌رسد:
به صورت ریشه کامل یا خرد شده (که یا به عمل نیامده‌اند یا پوست آن‌ها را کنده‌اند)، پودر یا عصاره پودر شده، شیره مایع یا عصاره، به شکل دانه‌های ریز برای تهیه چای فوری، تنتور، ماده روغنی و قرص یا کپسول.
این محصولات باید از جین‌سِنگ خالص تهیه شوند و فاقد شکر و رنگهای افزودنی باشند. بسیاری از تولیدکنندگان مکملهای غذایی، جین‌سِنگ را به فراورده‌های ترکیبی خود می‌افزایند، اما اغلب میزان این مواد آن قدر پایین است که هیچ تأثیری ندارد.
روش روسی زیر برای استفاده از جین‌سِنگ مطلوب می‌باشد:
به مدت پانزده تا بیست روز از این گیاه استفاده کرده، سپس دو هفته مصرف آن را قطع می‌نماییم، سپس می‌توان دوباره به مدت پانزده تا بیست روز از این گیاه استفاده کرد.
از استعمال درازمدت این گیاه با مقدار مصرف بالا خودداری شود، زیرا ممکن است باعث بروز سندرومِ سوءِ استفاده از جین‌سِنگ گردد.

## گلوکز آمین
گلوکز آمین یکی از موادی است که به عنوان قند آمینه طبقه‌بندی شده‌اند. قندهای آمینه بر خلاف سایر قندهای موجود در بدن، اجزای سازنده کربوهیدرات‌هایی هستند که به جای استفاده از آن‌ها به عنوان منبع انرژی، در ساخت بافت‌های بدن دخالت دارند؛ بنابراین، گلوکز آمین باعث شکل‌گیری ناخنها، لیگامنت‌ها، پوست، چشمها، استخوانها، تاندون‌ها و دریچه‌های قلب می‌شود. این ماده در ترشحات مخاطی دستگاه‌های گوارش، تنفس و ادراری نیز نقش دارد.
گلوکز آمین در بدن از گلوکز که کربوهیدرات ساده‌ای است و نیز از اسید آمینه گلوتامین، ساخته می‌شود. این ماده به صورت مکمل، یعنی به شکل سولفات گلوکز آمین، نیز در دسترس می‌باشد. گلوکز آمین تکمیلی برای درمان بیماری آسم، بورسیت (التهاب کیسه زلالی)، عفونتِ قارچی، حساسیتهای غذایی، استئوپروز (پوکی استخوان)، حساسیتهای تنفسی، التهاب لیگامنت و تاندون، ورم واژن و بیماری‌های پوستی مختلف مفید می‌باشد.

## نوشیدنیهای سبز رنگ
نوشیدنیهای سبز رنگ فرمولهای غذایی طبیعی هستند و از گیاهانی تهیه شده‌اند که برطرف‌کننده سموم بدن و تصفیه‌کننده خون و نیز منبع کلروفیل، عناصر معدنی، آنزیمها و سایر مواد مغذی مهم می‌باشند. این مواد اغلب به شکل پودر شده به فروش می‌رسند و قبل از مصرف باید با آب مخلوط شوند. در اینجا چند فراورده مناسب معرفی شده‌اند:

### فرمول هفت گیاه سولگار
مرکب از چهار گیاه (یونجه، جو، کاموت و گندم) که به‌طور طبیعی می‌رویند، اسپیرولینای سبز- آبی هاوایی و کلورلای چینی به همراه سه نوع قارچ خوراکی (می‌تیک، ری شن و شی ایتیک) که محرکی قوی در ایمن‌سازی بدن می‌باشند، به اضافه بروکلی پودر شده، هویج و چغندر لبویی، که این فرمول ترکیبات مغذی گیاهی را تأمین می‌کند. نوع میوه‌ای آن از پودر میوه‌های تازه به دست می‌آید.

### ماگمای سبز
این فراورده، آب خالص و طبیعی برگهای تازه جو است که به‌طور طبیعی در ژاپن می‌روید و فاقد سموم دفع آفات می‌باشد. برای تأمین ویتامین B1 و اسید نیکوتینیک و لینولئیک، برنج قهوه‌ای را به آن می‌افزایند. ماگمای سبز حاوی هزاران آنزیم است که نقش مهمی را در سوخت و ساز بدن بر عهده دارند و نیز دارای غلظت بالایی از عنصر سوپر اُکسید دیسموتاز (SOD) می‌باشد. این محصول پودر شده را می‌توان به آب میوه یا آب آشامیدنی اضافه کرد.

### کیو - گرین (Q-Green)
این فراورده ترکیبی از جو، مَرغ خزنده، جلبک قهوه‌ای و جلبکهای سبز کلورلا می‌باشد. جو و مَرغ خزنده به‌طور طبیعی می‌رویند. این فراورده منبع طبیعی بسیار غلیظی از کلروفیل، اسیدهای آمینه، ویتامینها و مواد معدنی، کاروتن و آنزیمهاست. کلورلا منبع طبیعی سرشار از ویتامین A می‌باشد و جلبک قهوه‌ای، ید و سایر عناصر معدنی با ارزش را تأمین می‌کند.

### پروگرین (ProGreen)
این فراورده حاوی پودر یونجه طبیعی، جو، جو دو سر و عصاره مَرغ خزنده (گندمی)؛ فیبر طبیعی، جوانه گندم، جلبکهای سبز- آبی؛ جلبکهای دریایی؛ فروکتوالیگوساکاریدها (FOS)، لسیتین، عصاره استاندارد بیوفلاوونوئید، عسل سلطنتی (شاه انگبین) و گرده زنبور عسل، شیره چغندر و اسفناج، پودر عصاره آسه رولا (گیلاس باربادوس)، ویتامین E طبیعی و گیاهان دارویی گَوَن، اکیناسه، شیرین بیان، جین‌سِنگِ سیبری و سوماً می‌باشد.

## جلبک قهوه‌ای
جلبک قهوه‌ای یک نوع گیاه دریایی است که می‌توان آن را به صورت خام مصرف کرد، اما این گیاه اغلب به صورت خشک، دانه‌های ریز، یا پودر شده وجود دارد. این گیاه به شکل مایع نیز موجود است که می‌توان آن را به آب آشامیدنی اضافه کرد. می‌توان از جلبک قهوه‌ای دانه‌ای یا پودر شده به عنوان چاشنی و طعم دهنده و نیز به جای نمک استفاده کرد.
جلبک قهوه‌ای منبعی سرشار از ویتامینها، به خصوص ویتامینهای B و نیز بسیاری از مواد معدنی مفید و عناصر کم نیاز می‌باشد. محققان اظهار کرده‌اند که این گیاه برای بافت مغزی، غشاهایی که مغز را احاطه کرده‌اند، پرده‌های مننژ، اعصاب حسی و نخاع و همچنین ناخنها و رگها بسیار سودمند است. به دلیل وجود ید در جلبک قهوه‌ای، از آن برای درمان اختلالهای غده تیروئید استفاده می‌کنند. این گیاه برای درمان بیماری‌های دیگری نظیر ریزش مو، چاقی و انواع زخمها مفید می‌باشد. جلبک قهوه‌ای در مقابل اثرات ناشی از اشعه، از بدن محافظت می‌نماید و مدفوع را نرم می‌کند. مصرف این گیاه به عنوان مکمل غذایی روزانه، به خصوص برای اشخاص مبتلا به کمبود عناصر معدنی، توصیه می‌شود.

## چای کومبوچا
ظاهراً صدها سال است که در کشورهای آسیایی و روسیه از قارچ کومبوچا یا منچوری استفاده می‌کنند. خودِ این قارچ خوردنی نیست، بلکه با خمیر کردن آن به مدت یک هفته در مخلوطی از آب، شکر و چای سبز یا سیاه همراه با سرکه سیب یا مقدار کمی چای که از قبل دم شده‌است، می‌توان از آن نوعی چای تهیه کرد. اگر قارچ تکثیر شده و قارچهای دختری در این مخلوط نگهداری گردد، می‌توان برای تولید چای بیشتر از آن‌ها استفاده نمود.
هر چند اغلب کومبوچا را قارچ می‌نامند، اما در واقع ترکیبی از چند عنصر مختلف، از جمله گل‌سنگ، باکتریها و مخمر می‌باشد. چای کومبوچا حاوی ترکیبات مغذی گوناگون و مواد التیام بخش می‌باشد. این گیاه ماده تقویت‌کننده طبیعی و برطرف‌کننده سموم بدن است که باعث کند شدن یا به تعویق انداختن روند پیری می‌شود و از بروز بیماری‌های خطرناکی نظیر ایدز، سرطان و اسکلروزِ چندگانه پیشگیری می‌کند.
به دلیل شیوه سنتی تکثیر کومبوچا (هر دفعه یک قارچ و به وسیله مصرف‌کنندگان خاص) دسترسی به آن دشوار می‌باشد. با وجود این که چندین شرکت گیاهی این قارچها و چای شیشه‌ای آن را به بازار عرضه می‌کنند.

## لاکتوباسیلوس اسیدوفیلوس
لاکتوباسیلوس اسیدوفیلوس، نوعی باکتری مفید است که به هضم پروتئینها کمک می‌کند و در طی این فرایند، اسید لاکتیک، پِراُکسید هیدروژن، آنزیمها، ویتامینهای B و مواد آنتی‌بیوتیکی (که از تولید موجودات زنده بیماری‌زا جلوگیری می‌نمایند) تولید می‌شوند. اسیدوفیلوس خواص ضد قارچی دارد و میزان کلسترول خون را پایین آورده، به هضم غذا کمک می‌کند و میزان جذب مواد غذایی را افزایش می‌دهد.
میزان فلور (باکتریهای موجود در روده) طبیعی در روده بزرگ باید حداقل از ۸۵٪ باکتری لاکتوباسیلی و ۱۵٪ باکتری کولیفورم تشکیل شود. با وجود این، از تعداد باکتریهای مخصوص روده بزرگ روز به روز کاسته می‌شود. این موضوع باعث گاز، ورم، مسمومیت سیستمیک و روده‌ای، یبوست، عدم توانایی جذب مواد غذایی و رشد بی‌رویه قارچ می‌شود. مصرف مکمل اسیدوفیلوس، فلور روده را به میزانی مناسب می‌رساند و بدین وسیله تمام مشکلات را برطرف می‌کند. علاوه بر این، اسیدوفیلوس مواد مضر بدن را از بین می‌برد.
تعداد زیادی از مکملهای اسیدوفیلوس در دسترس می‌باشد. فراورده‌های اسیدوفیلوس به صورت قرص، کپسول و پودر عرضه می‌شوند. اشخاصی که به فراورده‌های لبنی حساسیت دارند، بهتر است از انواع بدون شیر آن استفاده کنند، زیرا در مقابل قارچ کاندیدا بهتر عمل می‌نماید. خرید محصولی با ترکیبی از نژادهای مختلف لاکتوباسیلی، کار صحیحی نیست؛ زیرا ممکن است یک ارگانیسم با دیگری سازگار نباشد. اغلب یک محصولِ تک نژادی با تعداد حداقل یک بیلیون ارگانیسم در هر گرم، از نوع ترکیبی آن بهتر است.
اسیدوفیلوس در دمای بالا از بین می‌رود و هر نوع محصول آن باید در محل خنک و خشک نگهداری شود. می‌توان آن را در یخچال گذاشت، اما نباید منجمد شود. اسیدوفیلوس در هنگام صبح با معده خالی و یک ساعت قبل از هر غذا استفاده می‌شود. نباید آنتی‌بیوتیک و اسیدوفیلوس را به‌طور همزمان مصرف کرد.

## لاکتو باسیلوس بیفیدوس
لاکتوباسیلوس بیفیدوس با تولید فلور طبیعی در داخل روده، به سنتز انواع ویتامین B کمک می‌کند. لاکتوباسیلوس بیفیدوس ارگانیسمی مهم در فلور روده می‌باشد و محیط سالمی را برای تولید ویتامینهای B و ویتامین K به وجود می‌آورد.
هنگامی که فرد آنتی‌بیوتیک مصرف می‌کند، باکتریهای مفید موجود در دستگاه گوارش، به همراه باکتریهای مضر نابود می‌شوند. تکمیل رژیم غذایی با لاکتوباسیلوس بیفیدوس، به فرد کمک می‌کند تا میزان فلور طبیعی روده را حفظ کند. فلور ناسالم باعث آزادسازی مقادیر بیش از حد آمونیاک در هنگام هضم غذاهای پروتئینی می‌گردد و با این کار غشاهای روده را تحریک می‌کند. علاوه بر این، آمونیاک وارد جریان خون می‌گردد و باید به وسیله کبد سم زدایی شود. در غیر این‌صورت، باعث تهوع، کم شدن اشتها، استفراغ و سایر واکنش‌های مسموم‌کننده می‌شود. باکتریهای مفید با کمک به هضم صحیح مواد غذایی، از اختلالهای گوارشی نظیر یبوست و گاز و نیز حساسیتهای غذایی جلوگیری می‌کنند. اگر عمل گوارش به خوبی انجام نگیرد، فعالیت باکتریهای موجود در روده بر روی غذای هضم نشده، منجر به تولید بیش از حد هیستامینِ شیمیایی بدن می‌گردد که علائم آلرژی زایی را به همراه دارد.
عفونتهای مخمری دستگاه تناسلی زن، نسبت به شستشو با داروهای لاکتوباسیلوس بیفیدوس به خوبی واکنش نشان می‌دهند. این میکرو ارگانیسم‌ها موجودات زنده بیماری‌زا را نابود می‌کنند. هنگامی که لاکتوباسیلوس بیفیدوس به صورت تنقیه مورد استفاده قرار گیرد، محیطی طبیعی را در داخل روده‌ها به وجود می‌آورد. این ماده با کمک حرکت دودی لوله گوارش، عملکرد روده‌ها را بهبود می‌بخشد و مدفوع را ملایم و نرم می‌کند. باکتریهای مضر کنترل می‌شوند و فضولات سمی که در روده جمع شده‌اند از بین می‌روند یا از بدن دفع می‌گردند.
ثابت شده‌است که لاکتوباسیلوس بیفیدوس برای درمان سیروز کبد و هپاتیت مزمن مفید می‌باشد. این ماده با بهبود عمل گوارش، فشار درون کبد را کاهش می‌دهد. بسیاری از اشخاصی که به لاکتوباسیلوس اسیدوفیلوس واکنشی نشان نمی‌دهند، عکس‌العمل مثبتی نسبت به لاکتوباسیلوس بیفیدوس در آن‌ها مشاهده می‌شود. بسیاری از متخصصان معتقدند که لاکتوباسیلوس بیفیدوس برای کودکان و بزرگسالانی که به اختلالهای کبدی مبتلا می‌باشند، بهتر از لاکتوباسیلوس اسیدوفیلوس است.

## لسیتین
لسیتین نوعی لیپید است که هر سلول زنده‌ای در بدن انسان به آن نیازمند است. غشاهای سلولی، که ورود و خروج مواد غذایی را به داخل و خارج سلولها کنترل می‌کنند، به‌طور عمده از لیستین تشکیل شده‌اند. پوشش محافظی که مغز را احاطه می‌کند، از لسیتین ساخته شده‌است. ماهیچه‌ها و سلولهای عصبی نیز حاوی این ماده چرب ضروری می‌باشند. لسیتین بیشتر از کولین تشکیل شده و نیز حاوی اسید لینولئیک و اینوزیتول می‌باشد. هر چند لسیتین یک لیپید است، اما تا حدودی در آب حل می‌شود و مانند عاملِ امولسیون‌کننده عمل می‌نماید. به همین دلیل است که بسیاری از مواد غذایی فرآوری شده، دارای لسیتین می‌باشد.
این ماده غذایی برای پیشگیری از تصلب شرائین مفید می‌باشد. در مقابل بیماری قلبی و عروقی از بدن محافظت می‌کند، عملکرد مغز را بهبود می‌بخشد و به جذب تیامین به وسیله کبد و ویتامین A از طریق روده کمک می‌کند. محققان به این نتیجه رسیده‌اند که این ماده انرژی تولید می‌کند و برای کمک به ترمیم آسیب کبدی ناشی از بیماری الکلیسم لازم می‌باشد. لسیتین باعث می‌شود تا چربیهایی نظیر کلسترول و سایر لیپیدها وارد آب بدن شوند و سپس دفع گردند. بدین ترتیب، از تجمع چربی در اندامهای مهم و سرخرگها جلوگیری می‌کند.
لسیتین در برنامه غذایی هر فردی، ماده افزودنی ارزنده‌ای خواهد بود. این ماده به ویژه برای افراد سالخورده از ارزش بالایی برخوردار است. هر شخصی که به دلیل بالا بودن میزان کلسترول و تری گلیسیریدها در خون، نیاسین مصرف می‌کند، باید لسیتین را نیز در برنامه غذایی خود بگنجاند. می‌توان دو قاشق غذاخوری دانه لسیتین را بر روی غلات و سوپ پاشید یا آن را به انواع آب میوه و نان افزود. لسیتین به صورت کپسول نیز به بازار عرضه می‌شود. مصرف یک کپسول ۱۲۰۰ میلی‌گرمی قبل از هر غذا، به هضم چربیها و جذب ویتامینهای محلول در چربی کمک می‌کند.
لسیتین اغلب از سویا به دست می‌آید، اما اخیراً لسیتین تخم مرغ نیز رایج شده‌است. این نوع لسیتین را از زرده تخم مرغهای تازه می‌گیرند. لسیتین تخم مرغ برای درمان افراد مبتلا به بیماری ایدز، تبخال، سندروم خستگی مفرط و اختلالهایی که در اثر پیری در دستگاه ایمنی بدن به وجود می‌آید، مناسب است. تحقیقات نشان می‌دهد که تأثیر لسیتین تخم مرغ برای درمان افراد مبتلا به این نوع اختلالها، بهتر از لسیتین سویا می‌باشد. سایر منابع حاوی لسیتین عبارتند از: مخمر آبجو، غلات، حبوبات، ماهی و جوانه گندم.

## قارچ می تیک
می‌تیک (گریفولا فروندوسا) نوعی قارچ است که استفاده از آن سابقه دیرینه‌ای در آشپزی و گیاه درمانی سنتی چینیها و ژاپنیها دارد. این قارچ به صورت خودرو در ژاپن و مناطق پر درخت شمال شرقی آمریکا می‌روید.
قارچ می‌تیک یک ادپتوژن محسوب می‌شود، یعنی این گیاه به بدن کمک می‌کند تا خود را با فشارهای روحی وفق دهد و فعالیت‌های جسمانی را عادی می‌کند. به نظر می‌رسد خواص درمانی این قارچ به میزان بالای پلی ساکارید آن به نام گلوکان بتا- ۱٫۶ که بسیار قوی می‌باشد، ارتباط دارد. تحقیقات آزمایشگاهی نشان داده‌است که این ماده از بروز عوامل سرطان‌زا و رشد غده‌های سرطانی پیشگیری می‌کند، ویروس ایدز (HIV) را نابود کرده، فعالیت سلولهای دفاعی اصلی معروف به سلولهای T- helper یا سلولهای CD4 را افزایش می‌دهد. می‌تیک همچنین برای درمان دیابت، سندروم خستگی مزمن، هپاتیت حاد، چاقی و فشار خون بالا مفید است.
تحقیقات نشان داده‌است که می‌تیک از قارچهای دیگری نظیر شی ایتیک بهتر جذب می‌شود و تأثیر آن هنگامی که به صورت خوراکی مصرف شود، تقریباً همانند زمانی است که به شکل داخل وریدی تزریق گردد. قارچ می‌تیک را می‌توان با غذا یا به صورت مکمل مصرف کرد. برخی از مکملهایی که به صورت کپسول عرضه می‌شوند حاوی مقدار کمی ویتامین C می‌باشند که با کمک به جذب عنصر فعال موجود در می‌تیک اثر آن را افزایش می‌دهند.

## ملاتونین
هورمون ملاتونین به‌طور طبیعی و به وسیله غده صنوبری (اِپی‌فیز) تولید می‌شود. تولید ملاتونین در بدن به تولید سایر هورمونهای ضد پیری، یعنی هورمون رشد انسانی (HGH) و هورمون دی هیدرواپی آندروسترون (DHEA) شباهت دارد. در اوایل زندگی، ملاتونین به مقدار زیادی تولید می‌شود؛ اما اندکی بعد از دوران بلوغ تولید ملاتونین به تدریج کم می‌شود و با افزایش سن روند کاهش میزان ملاتونین به‌طور منظم ادامه می‌یابد.
تحقیقات نشان داده‌است که ملاتونین، اثرات دراز مدت عمیق و گوناگونی بر روی بدن دارد. ملاتونین به عنوان یکی از قویترین آنتی اُکسیدان‌هایی که تاکنون کشف شده‌اند- میزان تأثیر آن از ویتامین C، ویتامین E، یا بِتا کاروتن بیشتر است- از به وجود آمدن واکنش‌های اکسایشی مضر پیشگیری می‌کند. به این وسیله، از تغییراتی که منجر به فشار خون بالا و حمله قلبی می‌گردد، جلوگیری می‌نماید و خطر ابتلا به انواع خاصی از سرطان را کاهش می‌دهد. در حقیقت، ثابت شده‌است که بسیاری از اختلالهای وابسته به سن در اثر کم شدن میزان ملاتونین می‌باشد و این امر توانایی بدن را برای جلوگیری از صدمات اکسایشی و بهبود آن کاهش می‌دهد. محققان به این نتیجه رسیده‌اند که ملاتونین دستگاه دفاعی بدن را تحریک می‌کند؛ نقش عمده‌ای در تولید هورمون استروژن، تستوسترون و احتمالاً هورمونهای دیگر دارد، در پیشگیری از سرطانهای مربوط به دستگاه تناسلی مفید است و رشد غده‌های بدخیم را کند می‌کند. مطالعات اخیر نشان می‌دهد که دریافت ملاتونین در هنگام صبح رشد غده را فعال می‌کند، اما اگر شب‌ها مصرف شود، رشد غده را به تأخیر می‌اندازد.
علاوه بر این، چون ملاتونین در پایان هر روز و در واکنش به تاریکی هوا به‌طور متناوب ترشح می‌شود، به بدن کمک می‌کند تا با آهنگ شب و روز هماهنگ گردد و بدین ترتیب برای تنظیم خواب مناسب است.
تحقیقات در مورد ملاتونین ادامه دارد، و به همراه آن آگاهی دربارهٔ نقش ملاتونین در بدن و تأثیرات مکمل آن افزایش می‌یابد. تحقیقات و شواهد نشان می‌دهد که مکملهای ملاتونین برای افراد بالغی که از بی‌خوابی رنج می‌برند و کودکان مبتلا به اوتیسم (در خودماندگی)، صرع، سندروم داون، فلج مغزی و مشکلات دیگری که باعث بروز اختلالهایی در خواب می‌شوند، مفید می‌باشد و عوارض جانبی ندارد. سایر تحقیقات جانوری و آزمایشگاهی دلالت بر این دارد که مکمل ملاتونین از بروز بیماری‌های وابسته به سن جلوگیری می‌کند و احتمالاً باعث افزایش طول عمر می‌شود. از ملاتونین می‌توان برای تسکین علائم تنش‌های پیش از قاعدگی (PMS)؛ تحریک دستگاه دفاعی بدن، پیشگیری از تصلب شرایین، از دست دادن حافظه و سکته مغزی و درمان سرطان و بیماری آلزایمر استفاده کرد.
هر چند محققان متوجه سطوح سمی در ملاتونین نشده‌اند، اما برخی از آن‌ها توصیه می‌کنند تا زمانی که در این زمینه به اطلاعات بیشتری دست نیافته‌اند نباید افراد بخصوصی از این مکمل استفاده کنند. افرادی که جزء این طبقه به‌شمار می‌روند عبارتند از:
زنان باردار و شیرده؛ اشخاصی با حساسیتهای شدید یا بیماری‌های خود ایمن؛ افراد مبتلا به سرطانهای مربوط به دستگاه دفاعی بدن، نظیر لنفوم و سرطان خون (لوسمی) و کودکان سالم که فعلاً این هورمون را به مقدار کافی تولید می‌کنند. چون محققان متوجه شده‌اند که مصرف ملاتونین به مقدار زیاد همانند وسایل ضدبارداری عمل می‌کند، بنابراین خانمهایی که می‌خواهند حامله شوند باید از مصرف این مکمل خودداری کنند.
ملاتونین را باید دو ساعت قبل از خواب مصرف کرد. توضیحاتی که در ادامه می‌آیند به گونه‌ای طراحی شده‌است تا در عین حالی که تولید طبیعی ملاتونین را به حداکثر می‌رساند، هورمونهای اضافی را ترشح کند. اگر فرد بعد از چند ساعت خواب به‌طور مکرر بیدار می‌شود، بهتر است از نوعی که به‌طور مستمر پخش می‌شود استفاده کند. اگر فرد بسیار ناخوش است یا از عدم توانایی در جذب غذا رنج می‌برد، مصرف نوع زیر زبانی آن بهتر است. هنگامی که فرد از خوابی که با کمک هورمون ملاتونین انجام گرفته‌است بیدار می‌شود، باید احساس نشاط کند و خسته و بیحال نباشد. چنانچه فرد دچار بیحالی شد، باید مقدار مصرف دارو را کم کند. البته تنظیم سطح ملاتونین به‌طور طبیعی، بهتر از مصرف مکمل آن می‌باشد.

### تنظیم سطح ملاتونین به‌طور طبیعی
هنگام غروب و با تاریک شدن هوا، تولید ملاتونین افزایش می‌یابد. در هنگام صبح، زمانی که روشنایی روز چشم را آزار می‌دهد، ضربه‌های عصبی از میزان تولید این هورمون می‌کاهد. روشنایی و تاریکی به‌طور قطع عوامل عمده‌ای برای تعیین میزان تولید ملاتونین می‌باشند. با وجود این، در انجام این کار تنها این دو عامل دخالت ندارند. محققان به این نتیجه رسیده‌اند که انواع برنامه‌های منظم روزانه میزان تولید ملاتونین را افزایش می‌دهد. در این‌جا، به چند روش ساده اشاره می‌شود که از طریق آن می‌توان مقدار زیادی از این هورمون مهم را در بدن حفظ کرد:
- صرف غذا در زمان معین: با استفاده از برنامه‌های منظم روزانه میزان تولید ملاتونین افزایش می‌یابد. تا جایی که ممکن است، باید غذا را در ساعت معینی از روز صرف کرد، تا بدین وسیله بدن با آهنگ روز هماهنگ شود.
- صرف شام سبک در شبها: هنگامی که با فرارسیدن شب تولید ملاتونین شروع می‌شود، عمل گوارش کند می‌گردد؛ بنابراین، خوردن هرگونه غذای سنگین قبل از خواب، باعث ناراحتی‌های گوارشی می‌شود و خوابیدن را مشکل می‌کند. برای بهتر خوابیدن لازم است که در اوایل شب غذای سبکی خورده شود.
- پرهیز از مصرف مواد محرک: مواد محرکی نظیر قهوه، چای، داروها و نوشابه‌های کافئین دار با ایجاد اختلال در خواب از تولید ملاتونین جلوگیری می‌نمایند. تا جایی که مقدور باشد باید این مواد تحریک‌کننده را از برنامه غذایی حذف نمود.
- پرهیز از ورزش در اواخر شب: فعالیت شدید ترشح ملاتونین را به تأخیر می‌اندازد. اگر در هنگام صبح ورزش انجام شود، عادت صحیحی را تقویت می‌کند که باعث تولید منظم ملاتونین می‌گردد. برای به دست آوردن نتایج مطلوب، بهتر است ورزش صبحگاهی را در هوای آزاد انجام داد.[۱۴۳]

## اُکتا کوزانول
اُکتاکوزانول عصاره روغن جوانه گندم است و به‌طور طبیعی به دست می‌آید. (هر چند این امکان وجود دارد که اُکتاکوزانول را از گندم کامل به دست آورد، اما برای به دست آوردن تقریباً ۱۰۰۰ میکروگرم اُکتاکوزانول ۵/۴ کیلوگرم گندم لازم است) جوانه گندم به دلیل فواید بسیارش از مدت‌ها پیش شناخته شده‌است. عصاره جوانه گندم نیز از فواید فوق‌العاده‌ای برخوردار است.
از لحاظ بالینی ثابت شده‌است که اُکتاکوزانول در هنگام ورزش کردن بهره‌گیری از اکسیژن را افزایش می‌دهد و عمل ذخیره‌سازی گلیکوژن را در عضلات بهبود می‌بخشد. در نتیجه، این ماده استقامت بدن را افزایش می‌دهد، زمان واکنش را بهتر می‌کند، از فشار روحی شدید می‌کاهد و به اکسیژن رسانی به بافت‌ها کمک می‌کند. این ماده برای اشخاصی که بعد از ورزش دچار دردهای عضلانی می‌شوند یا افرادی که از استقامت بدنی کمی برخوردارند و همچنین برای درمان رخوت عضلانی و سایر اختلالهای عصبی- عضلانی، بسیار سودمند است و میزان کلسترول خون را پایین می‌آورد.

## خیار دریایی
خیارهای دریایی که به بی چه دیمِر و ترِپانگ نیز معروف می‌باشند، در حقیقت خیار نیستند، بلکه جانورانی آبزی از گروه ستاره‌های دریایی و توتیای دریایی می‌باشند. هزاران سال است که در چین برای درمان آرتریت، از خیارهای دریایی استفاده می‌کنند. تحقیقات جدید اثبات کرده‌است که این مواد برای درمان بیماری‌های التهابی مربوط به عضلات و اسکلت، به خصوص آرتریت روماتوئید، استئوآرتریت و آرتریت روماتوئید مهره‌ها سودمند می‌باشد. محققان معتقدند که خیارهای دریایی میزان پروستاگلاندین را متعادل نگه می‌دارند و بدین وسیله از بروز التهاب حاد جلوگیری می‌کنند. آن‌ها همچنین حاوی موادی معروف به موکوپلی ساکاریدها و کندروایتین‌ها می‌باشند، که اغلب اشخاص مبتلا به آرتریت و اختلالهای بافت پیوندی فاقد این مواد هستند. علاوه بر این، خیارهای دریایی ویتامینهای A، ویتامین B1 (تیامین)، B2 (ریبوفلاوین) و B3 (نیاسین) و ویتامین C و عناصر معدنی نظیر کلسیم، آهن، منیزیم و روی را تأمین می‌کنند.

## صدف دریایی خوراکی
صدفهای خوراکی لبه سبز (پرنا کانالیکولوس)، گونه‌ای از جانوران صدف‌دار خوراکی می‌باشند. آن‌ها حاوی اسیدهای آمینه متعدد، اجزای سازنده پروتئینهای بدن و نیز آنزیمها و عناصر کم نیاز ضروری می‌باشند. میزان عناصر معدنی موجود در صدفهای دریایی، همانند عناصر معدنی پلاسمای خون متعادل است و اسیدهای آمینه به‌طور طبیعی با این عناصر معدنی درگیر (کی لیت) می‌شوند و به این طریق این عناصر بهتر جذب بدن می‌گردند. صدف دریایی به عملکرد سیستم قلبی- عروقی، دستگاه غدد لنفاوی، غدد درون ریز، بافتهای پیوندی چشمها و غشاهای مخاطی کمک می‌کند. این مواد التهاب را کم می‌کنند، درد و سفتی ناشی از آرتریت را تسکین می‌دهند و برای التیام زخمها و سوختگیها مفید می‌باشند.

## غضروف کوسه
برای تهیه این مکمل غذایی، ماده سخت و انعطاف‌پذیری را که استخوان بندی کوسه را تشکیل می‌دهد، خشک می‌کنند و به صورت کاملاً پودر شده درمی‌آورند. غضروف کوسه حاوی تعدادی از اجزای سازنده فعال می‌باشد که مهم‌ترین آن‌ها نوعی پروتئین است که به عنوان عامل بازدارنده آنژیوژنز عمل می‌کند؛ یعنی از گسترش رگهای جدید جلوگیری می‌نماید. به همین دلیل وجود این ماده برای برطرف کردن برخی از بیماری‌ها با ارزش می‌باشد. به عنوان مثال، بسیاری از غده‌های سرطانی تنها برای تأمین مواد غذایی خود، بدن را مجبور به گسترش شبکه رگهای جدید می‌کنند و از این طریق بزرگ می‌شوند. غضروف کوسه با ممانعت از رسیدن منبع غذا به غده‌های سرطانی این روند را متوقف می‌سازد و در نتیجه اغلب آن‌ها به تدریج کوچک می‌شوند. اختلالهای چشمی خاصی، نظیر رتینوپاتی همراه با دیابت شیرین و استحاله ماکولی نیز وجود دارند که در اثر رشد رگهای جدید در درون چشم به وجود می‌آیند و چون این رگها در نقاط نامناسبی رشد می‌کنند، منجر به کوری می‌گردند. این نوع بیماری‌ها ممکن است نسبت به غضروف کوسه واکنش خوبی نشان دهند. سایر بیماری‌هایی که مصرف غضروف کوسه در درمان آن‌ها مؤثر است، عبارتند از: آرتریت، داء الصدف و التهاب جدار روده‌ها. غضروف کوسه علاوه بر پروتئین بازدارنده آنژیوژنز، حاوی کلسیم (تقریباً ۱۶٪) و فسفر (در حدود ۸٪) نیز می‌باشد، که به عنوان مواد مغذی جذب می‌شوند و نیز دارای موکوپلی ساکاریدها می‌باشند که دستگاه دفاعی بدن را فعال می‌کند.
غضروف کوسه به صورت پودر و کپسول در دسترس می‌باشد. هنگام خرید غضروف کوسه باید نکات ایمنی را رعایت کرد، چرا که خلوص و فرآوری صحیح محصول، نقش مهمی در تأثیر این ماده دارد. تمام فراورده‌های غضروف کوسه، صد در صد خالص نیستند؛ بنابراین باید برچسب آن‌ها را با دقت خواند. رنگ غضروف کوسه خالص سفید است. زنان باردار، کودکان و اشخاصی که اخیراً تحت عمل جراحی قرار گرفته یا دچار حمله قلبی شده‌اند، باید از مصرف غضروف کوسه خودداری کنند.

## قارچ شی ایتیک و رِی شی
شی ایتیک و ری شی قارچهایی ژاپنی با بافتی ظریف، ساقه‌های قوی می‌باشند که سطح زیرین آن‌ها کاملاً مشخص است. این قارچها اشتها برانگیزند و دارای خواص درمانی فراوانی می‌باشند.
شی ایتیک (لِنتینوس اِدودِس) حاوی پلی ساکاریدی به نام لنتینان می‌باشد که با افزایش نقش لنفوسیتهایT، دستگاه دفاعی بدن را تقویت می‌کند. قارچهای شی ایتیک هجده اسید آمینه دارند که هفت تای آن‌ها جزء اسیدهای آمینه مهم هستند. این قارچها سرشار از ویتامینهای B، به خصوص ویتامین B1 (تیامین)، B2 (ریبوفلاوین) و B3 (نیاسین) می‌باشند. هنگامی که آن‌ها را در آفتاب خشک کنند، حاوی مقدار زیادی ویتامین D می‌باشند. طبق تحقیق مشترک انجام گرفته توسط گروه پزشکی دانشگاه کوآیب و مؤسسه نیپون کینوکو در ژاپن، این قارچها در درمان سرطان مؤثر می‌باشند. علاوه بر این، قارچهای شی ایتیک غذای لذیذی به‌شمار می‌روند و کاملاً خوراکی هستند.
قارچ‌های ری شی (گانودرمالوسیدوم)، دستِ کم ۲۰۰۰ سال است که در خاور دور معروف شده‌اند. در فهرست داروهای برتر چین باستان، این قارچها از همه مهمترند؛ آن‌ها اعتقاد داشتند که مصرف این قارچها به انسان جوانی و عمر جاودانی می‌دهد.
امروزه برای درمان بیماری‌های مختلف و ایجاد نیرو و نشاط، از قارچهای شی ایتیک و رِی شی استفاده می‌کنند. علاوه بر این، برای پیشگیری از افزایش فشار خون و بیماری قلبی، کنترل و پایین آوردن میزان کلسترول، مقاوم کردن بدن در برابر بیماری‌ها و درمان خستگی و عفونتهای ویروسی از این قارچها استفاده می‌کنند. محققان متوجه شده‌اند که این قارچها دارای خواص ضد تومور بوده و برای درمان سرطان مفید می‌باشند. این قارچها را به صورت تازه و خشک در انواع غذاها به کار می‌برند، و به شکل کپسول، قرص و عصاره نیز در دسترس می‌باشند.

## اسپیرولینا
اسپیرولینا که در سراسر دنیا به عنوان بهترین جلبک خوراکی شناخته شده‌است، یک منبع غذایی فوری می‌باشد. اسپیرولینا در آب و هوای گرم و آفتابی و در آب‌های قلیایی سراسر دنیا رشد می‌کند. اسپیرولینا با پروتئینی به میزان ۲۰ برابر پروتئین سویا در زمینی با وسعت یکسان به عمل می‌آید، این مسئله حاکی از پیشرفت در تولید مواد غذایی است.
اسپیرولینا، به تنهایی، بیش از هر یک از غلات، گیاهان دارویی و سایر نباتات، حاوی مواد مغذی است. اسپیرولینا حاوی اسید گاما- لینولنیک (GLA)، اسید لینولئیک و آراشیدونیک، ویتامین B12 (به خصوص گیاه‌خواران برای سلامتی گلبولهای قرمز خود به آن نیازمندند)، آهن، مقدار زیادی پروتئین (۶۰ تا ۷۰٪)، اسیدهای آمینه ضروری، اسیدهای نوکلئیک RNA و DNA، کلروفیل و فیکوسیانین- رنگ‌دانه آبی که فقط در جلبکهای سبز- آبی یافت می‌شود می‌باشد و در تحقیقات آزمایشگاهی طول عمر موشهای مبتلا به سرطان را افزایش داده‌است. اسپیرولینا ماده غذایی قابل هضم و طبیعی است که از دستگاه دفاعی بدن محافظت می‌نماید، میزان کلسترول را پایین می‌آورد و به جذب عناصر معدنی کمک می‌کند. مصرف اسپیرولینا در هنگام روزه داری سودمند می‌باشد. این گیاه مواد مغذی مورد نیاز را برای پاکسازی و درمان بدن تأمین می‌نماید، اما اشتها را کم می‌کند. استفاده از این مکمل غذایی در بین دو وعده غذا برای افراد مبتلا به بیماری هیپوگلیسمی مفید می‌باشد، زیرا مقدار پروتئین آن زیاد است و به همین دلیل میزان قند خون را ثابت نگه می‌دارد.

## جوانه گندم
جوانه گندم همان گیاهک دانه گندم است. این ماده منبع مناسبی از ویتامین E، اغلب ویتامینهای B، عناصر معدنی نظیر کلسیم، منیزیم، فسفر و چند عنصر کم نیاز می‌باشد. یکی از عیوب جوانه گندم این است که به سرعت فاسد می‌شود. در هنگام خرید جوانه گندم، باید حتماً از تازه بودن آن مطمئن شد. این ماده یا باید در بسته‌بندی‌های بدون هوا باشد یا در یخچال نگهداری شود و دارای تاریخ بسته‌بندی یا برچسبی باشد که مدت استفاده از محصول را نشان دهد. جوانه گندمِ برشته شده، مدت نگهداری مفیدی دارد، اما نوع خام آن بهتر است، زیرا فرایند نشده‌است. کپسول‌های روغن جوانه گندم نیز در دسترس می‌باشد.

## مَرغِ خزنده (گندمی)
مَرغِ خزنده (گندمی)، گیاهی غذایی و غنی است که دکتر آن. ویگمور - استاد و بنیان‌گذار مؤسسه بهداشتی و درمانی بقراط در بُستون- آن را به مردم معرفی کرد. مَرغ خزنده حاوی انواع ویتامینهای مهم، عناصر معدنی و عناصر کم نیاز می‌باشد. بر طبق نظر دکتر ویگمور، ارزش غذایی ۵۰۰ گرم آن تقریباً با ۱۲ کیلوگرم از سبزیهای دستچین برابر است.
دکتر ویگمور گزارش داده‌است که درمان با گیاه مَرغ خزنده، به همراه مواد غذایی مقوی، باعث ریشه کن شدن غدد سرطانی شده و برای درمان بسیاری از بیماری‌ها، از جمله مشکلات بهداشتی روانی، مفید می‌باشد. ساختمان مولکولی کلروفیل، به هموگلوبین- پروتئین انتقال دهنده اکسیژن در گلبولهای قرمز خون- شباهت دارد و به همین دلیل گیاه مَرغ خزنده اثربخش می‌باشد. تفاوت اصلی میان این دو ماده این است که اتم فلزی موجود در وسط هر مولکول هموگلوبین انسانی، آهن می‌باشد؛ در حالی که منیزیم اتم فلز مانندِ موجود در مرکز یک مولکول کلروفیل است. در آزمایش‌هایی که بر روی حیوانات مبتلا به کم خونی انجام گرفت، پس از گذشت چهار تا پنج روز از دریافت کلروفیل، شمارش گلبولی به میزان طبیعی برگشت.

## مخمر
مخمرها موجودات زنده تک سلولی هستند که با سرعتی فوق‌العاده افزایش می‌یابند، یعنی در ظرف دو ساعت تعدادشان دو برابر می‌شود. مخمّر سرشار از مواد مغذی مهمی مانند ویتامینهای B (به غیر از ویتامین B12)، شانزده نوع اسید آمینه و دست کم چهارده عنصر معدنی مختلف می‌باشد. میزان پروتئین موجود در مخمّر ۵۲٪ وزن آن را تشکیل می‌دهد. مخمر حاوی مقدار زیادی فسفر نیز می‌باشد.
مخمر می‌تواند در محیطهای گوناگونی رشد کند. مخمر آبجو، که به مخمر غذایی نیز معروف است، بر روی گیاه رازک می‌روید. مخمر تورولا بر روی ملاس سیاه یا خمیر چوب رشد می‌کند.
باید از مصرف خمیرمایه خودداری کرد، زیرا سلولهای آن ویتامینهای B و سایر مواد مغذی بدن را مصرف می‌کنند، اما در مخمرهای غذایی، این سلولهای زنده منهدم می‌شوند و مواد غذایی مفیدی را به جا می‌گذارند.
مخمر را می‌توان با آب میوه یا آب خورد، و اگر بین دو وعده غذایی مصرف شود، تقویت‌کننده مفیدی به‌شمار می‌آید. برای درمان بیماری‌های خاص می‌توان مخمر را به رژیم غذایی اضافه کرد. این ماده به سوخت و ساز قند کمک می‌کند و برای درمان اگزما، بیماری‌های قلبی، نقرس، اضطراب و خستگی مناسب می‌باشد. مخمر به دلیل تقویت کردن دستگاه دفاعی بدن، برای اشخاص مبتلا به سرطان که در معرض پرتو درمانی یا شیمی درمانی قرار گرفته‌اند، مفید است. به نظر می‌رسد که مخمر توانایی ذهنی و جسمی را نیز افزایش می‌دهد. دکتر ویلیام کروک عقیده دارد که اگر فردی به نوعی از بیماری‌های ناشی از قارچِ کاندیدا مبتلا باشد اما نسبت به مخمر حساسیت خاصی نشان ندهد، مصرف مکمل غذایی حاوی مخمر برای او مفید خواهد بود. با وجود این اگر فرد به وجود بیماری عفونتِ قارچی مشکوک باشد، باید از خوردن مخمر خودداری کند. چون مخمر دارای مقادیر قابل ملاحظه‌ای فسفر است، به همین دلیل اشخاص مبتلا به بیماری استئوپروز (پوکی استخوان) باید از مصرف فراورده‌های مخمری پرهیز کنند. کسانی که مخمر می‌خورند، باید به همراه آن کلسیم اضافی نیز مصرف کنند.

## اسیدوفیلوس
به موضوع لاکتوباسیلوس اسیدوفیلوس در همین مقاله رجوع شود.

## بیفیدوس
به مبحث لاکتوباسیلوس بیفیدوس در این مقاله مراجعه کنید.

## کلروفیل
به مبحث کلورلا و نوشیدنیهای سبز رنگ در همین مقاله رجوع کنید.

## مخمر تورولا
به موضوع مخمر در همین مقاله مراجعه شود.

## مخمر آبجو
به موضوع مخمّر در همین مقاله مراجعه کنید.